# Queste del Saint Graal
La Queste del Saint Graal est un roman en prose appartenant au cycle du Lancelot-Graal et composé dans les années 1225-1230 par un auteur resté anonyme.
La première graine de ce roman a été semée par Chrétien de Troyes dans son Conte du Graal, livre qui a été repris, complété et poursuivi par de nombreux autres selon le procédé de soudure cher aux auteurs médiévaux.
C'est Galaad qui sera l'élu de cette longue quête. Il est le meilleur chevalier, pas seulement par les armes mais aussi par l'esprit. Il aura le privilège, accompagné de Bohort et de Perceval, de mener à bien la quête. Galaad décédera en extase peu après la communion christique des trois compagnons. Lancelot, chevalier déchu, suit longtemps son fils Galaad mais l'absence de repentance sur son adultère avec Guenièvre l'éloigne à jamais du Graal.